# 胡因加角
胡因加角（英語：Cape Huinga），是南極洲的海岬，位於沙克爾頓海岸，處於羅布冰川終點北岸，俯瞰羅斯冰架，由新西蘭探險隊命名，現時由南極條約體系管理。